# Museum Angerlehner

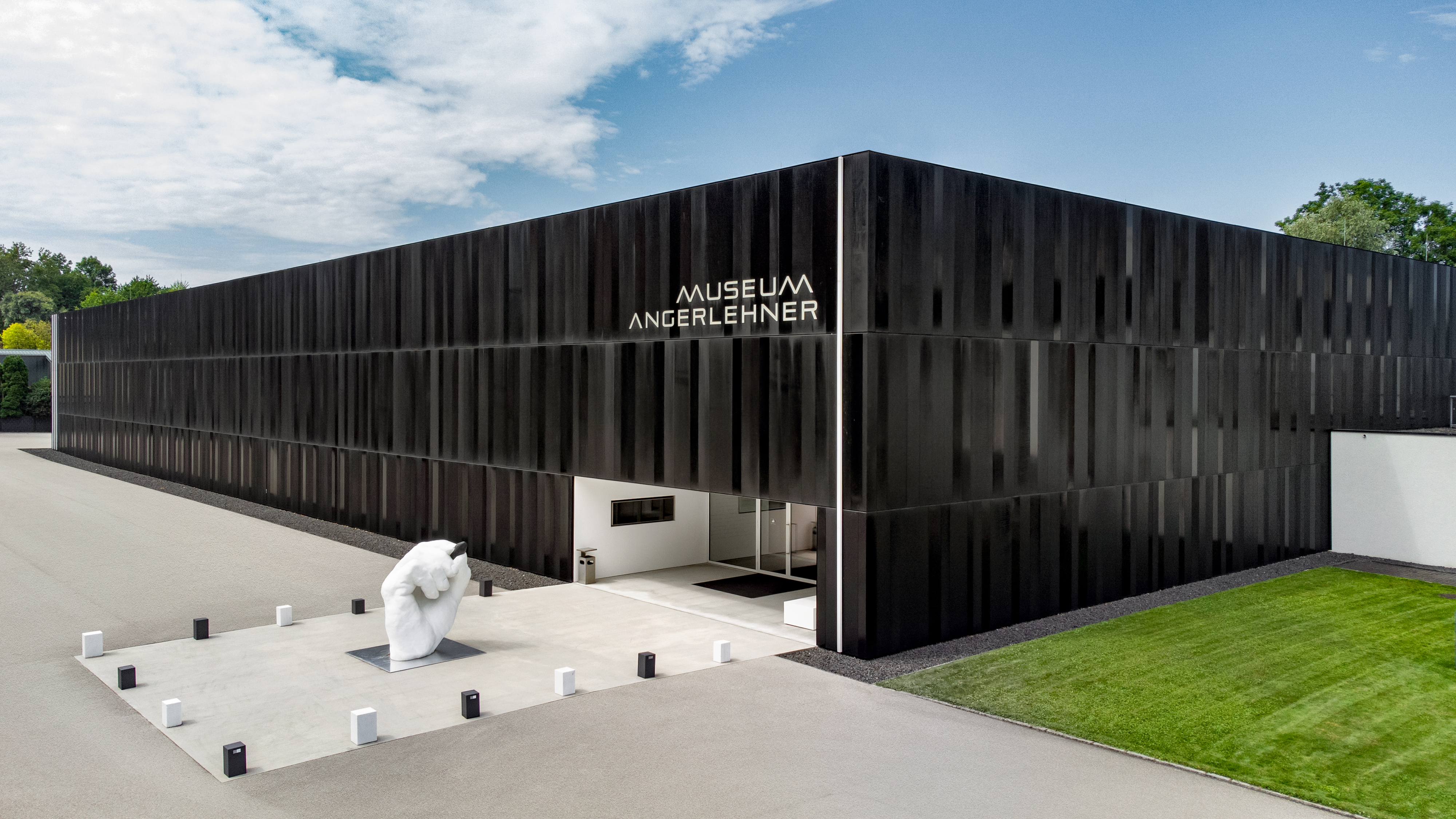
Museum Angerlehner (2022)

Das Museum Angerlehner ist ein Privatmuseum für zeitgenössische Kunst in Thalheim bei Wels.
Das am 14. September 2013 eröffnete Museum präsentiert die Kunstsammlung des Industriellen und Kunstsammlers KR Heinz Josef Angerlehner (* 1943) aus dessen mehr als vierzigjähriger Sammlungstätigkeit im Bereich zeitgenössischer Kunst. Die Sammlung Angerlehner umfasst neben Malerei ab 1950 auch Zeichnungen, Fotografien und Skulpturen, ein Schwerpunkt wird auf oberösterreichische Künstler gelegt.

## Lage
Das Museum wurde auf dem Areal der ehemaligen Konzernzentrale der FMT Gruppe in Thalheim eingerichtet. Der im August 2013 eröffnete 90 m lange Angerlehner-Steg über die Traun bietet Fußgängern und Radfahrern hier eine neue Querungsmöglichkeit auf Höhe Schwimmbad und Messegelände Wels. Die LED-Beleuchtung im Brückengeländer wurde von Waltraut Cooper entworfen. Ein zweiter, ebenfalls öffentlich nutzbarer – aber versperrbarer – Steg führt etwas versetzt vom rechtsufrigen Treppelweg über den traunparallelen Aiterbach zum Museum und Thalheim.

## Vorgeschichte
Seit 40 Jahren sammelt der Industrielle KR Heinz J. Angerlehner Kunst. Um seine große Leidenschaft für zeitgenössische Kunst mit möglichst vielen Menschen zu teilen, eröffnete er 2013 am Standort seiner ehemaligen Werk- und Montagehallen der FERRO-Montagetechnik FMT Industrieholding in Thalheim bei Wels das Museum Angerlehner. Zur Kollektion des ehemaligen Leiters des global agierenden Dienstleistungsunternehmens im Bereich Industriemontage und Industrieservice gehören über 3000 Kunstwerke, darunter sowohl renommierte als auch junge aufstrebende Künstler aus Österreich und dem Ausland. Auf dem Areal der ehemaligen Konzernzentrale am Traunufer nahe dem Welser Messegelände, von der Stadt aus direkt durch einen neuen Steg erreichbar, hat Angerlehner ein stringentes, offenes und modernes Kunstmuseum errichten lassen. Verantwortlich zeichnet das Grieskirchner Architekturbüro Wolf Architektur, das als Sieger aus einem internationalen Wettbewerb mit 16 geladenen Teilnehmern hervorging. Das Museum wurde ausschließlich aus privaten Mitteln und seit 2012 im Rekordtempo in den ehemaligen Werkhallen errichtet.

## Architektur und Auszeichnungen
Das Büro Wolf Architektur aus Grieskirchen entwickelte gemeinsam mit dem Bauherrn ein stringentes, offenes und modernes Kunstmuseum, das den Charakter des ehemaligen Industriestandortes bewahrt.
Die ab Frühjahr 2012 bis Herbst 2013 geschaffenen Museumsräume bieten mehr als 2.000 Quadratmeter Ausstellungsfläche und großzügige und repräsentative Entfaltungsmöglichkeiten. Ein 50 Meter langes Schaudepot mit 161 beidseitig behängten ausziehbaren Schiebewänden und einer Hängefläche von etwa 6.000 Quadratmetern bietet neben der Präsentation der Kunstwerke in den jeweiligen Ausstellungen Einblicke in die Sammlung. Die große Halle ist säulenfrei und misst 1.200 m².
Die längliche, gut 10 m hohe Halle, errichtet für den Industriemontagebetrieb, wird quer von Dachträgern überspannt, die von Säulen am Rand der Halle getragen werden. Damals wurde die Fassade durch hellgraues Trapezblech gebildet. Auf etwas mehr als halber Höhe wurde für das Museum auf einem mittleren Teil der Fläche ein hochliegendes Zwischengeschoß eingezogen, von einer Laufschiene des ehemaligen deckennahen Krans ist daneben noch ein Stück sichtbar übriggeblieben. Klima- und Sicherheitstechnik auf höchstem Standard sowie entsprechende Strukturen für Transportlogistik und Ausstellungsvorbereitungen finden sich ebenfalls in diesem neuen Museumsgebäude.
Auf der rundum schwarzen Metallfassade wechseln sich glänzende und verschieden matte Elemente als Streifen ab, sodass die Spiegelung der Umgebung und die reflektierende Fläche selbst wahrnehmbar werden. Ein vertikaler Lichtstreifen markiert den Eingang nahe dem Osteck des Gebäudes.
- Anlässlich der Eröffnung des Museum Angerlehner am 12.09.2013 überreichte Landeshauptmann Dr. Josef Pühringer die Kulturmedaille des Landes Oberösterreich in Gold für die Realisierung des Museum Angerlehner.

- 1. Preis für Fa. Oberhofer Stahlbau Ges.m.b.H. beim WKS Salzburger Handwerkspreis 2013 für das Projekt „Eine Brücke zur Kunst“

- Am 12. November 2014 erhielt der Museumsbau in Oberösterreich den Landeskulturpreis Bauwerk des Jahres verliehen. Die Zentralvereinigung der Architekten Österreichs nominierte den Bau (als einen von drei je Bundesland) zum Bauherrenpreis 2014.

- Die im September 2014 herausgegebene Sonderbriefmarke der Österreichischen Post AG aus der Serie „Moderne Architektur“ zeigt und würdigt das Museum Angerlehner in Oberösterreich.

## Die Sammlung Angerlehner
Im Mittelpunkt des Museums steht die in etwa 40 Jahren aufgebaute Sammlung Angerlehner mit ihren rund 3.000 Kunstwerken. Einen besonderen Schwerpunkt der Sammlung nimmt die österreichische Malerei in ihrer Entwicklung der letzten 50 Jahre ein. Große Namen dieser Kunstentwicklung finden sich ebenso vertreten wie junge Positionen. Skulpturen, grafische Werke und künstlerische Fotografie vervollständigen die Sammlung.
Eine private Kunstsammlung ist vom künstlerischen Geschmack, den persönlichen Interessen und den verfügbaren Mitteln seines Besitzers geprägt. Beim nicht-öffentlichen Sammeln spielen subjektive Beweggründe eine wesentliche Rolle. Ein Zitat des Museumsgründers Heinz J. Angerlehner belegt diese Tatsache: »Ich kaufe nur das, wozu ich einen besonderen Bezug habe und was mich besonders anspricht.« Erfahrungsgemäß verändert sich eine Sammlung mit der Eröffnung eines privat geführten Museums. Oft werden die Werke auch in den Formaten »größer«, weil repräsentative Ausstellungsräume und hohe Wandflächen gefüllt werden wollen.
So wurde auch die Sammlung Angerlehner in den ersten fünf Jahren maßgeblich erweitert. Im Katalog „Fünf Jahre Museum Angerlehner“ werden einige ausgewählte Ankäufe vorgestellt, die die Schwerpunkte der Sammlung erweitern und vertiefen. Der Bogen spannt sich hierbei von informellen Tendenzen bis hin zu jüngeren figurativen Strömungen. Der Schwerpunkt der Neuzugänge der Sammlung liegt auf Malerei und reicht von konzeptuell-reduzierten Werken bis zu opulenten Gemälden.
Mit dem Privatmuseum übernimmt Angerlehner eine kulturpolitische Aufgabe, die nicht an ihn gestellt, von ihm aber gerne ausgeführt wird: die Kunstschaffenden des Landes zu fördern und seine Leidenschaft für Kunst mit den Menschen zu teilen, Kunstwerke mit Ausstellungen, Veranstaltungen, kunstvermittlerischen Programmen auf niederschwelliger Art und Weise zugänglich zu machen.

## Ausstellungen
- Eröffnungsausstellung vom 13. September 2013 bis Anfang August 2014 zur Geschichte österreichischer Malerei ab 1950 in der 1.170 Quadratmeter großen Halle im Erdgeschoß, Kurator Florian Steininger vom BA Kunstforum.

Weitere Ausstellungen:
1.    Linienkunst aus der Sammlung Angerlehner
13.09.2013 - 26.01.2014, Kurator: Peter Assmann
2.   Josef Bauer
13.09.2013 - 26.01.2014, Kurator: Peter Assmann
3.   Patrick Schmierer
13.09.2013 - 26.01.2014, Kurator: Johannes Holzmann
4.   In memoriam Karl Mostböck
06.12.2013 - 26.01.2014, Kuratoren: Peter Assmann, Johannes Holzmann
5.   Aris Kalaizis – Wunderbar
07.02. - 04.05.2014, Kurator: Peter Assmann
6.   Gottfried Ecker - Arbeiten 2011 – 2013
07.02. - 09.06.2014, Kuratoren: Peter Assmann, Johannes Holzmann
7.    Robert F. Hammerstiel - Make Yourself at Home
07.02. - 09.06.2014, Kurator: Johannes Holzmann
8.    Eva Wagner - Passagen zwischen Noch und Schon
09.05. - 08.06.2014, Kurator: Johannes Holzmann
9.    Erstpräsentation der Sammlung Angerlehner
13.09.2013 - 07.09.2014, Kurator: Florian Steininger
10.  Messensee - Jenseits der Gegensätze
14.06. - 19.10.2014, Kuratorin: Caroline Messensee
11.   LIONS im Museum Angerlehner
24.10. - 22.11.2014
12.   Olga Georgieva – Since 1986
29.10.2014 – 25.01.2015, Kuratorin: Alexandra Grimmer
13.   Borjana Ventzislavova – Me, you and them
13.02.2015 – 06.04.2015, Kurator: Johannes Holzmann
14.   LINE UP - Michael Kienzer / Constantin Luser / Otto Zitko
06.12.2014 – 06.04.2015, Kurator: Stefan Rothleitner
15.   Figuration zwischen Traum und Wirklichkeit
13.09.2014 - 25.05.2015, Kurator: Florian Steininger
16.   Frederik Foert - slow dancing in a burning room
10.04.2015 - 28.06.2015, Kuratorin: Alexandra Grimmer
17.   Alois Riedl - Zum 80. Geburtstag
18.04. – 02.08. 2015, Kurator: Johannes Holzmann
18.   Edith Maul-Röder – Widerschein & Andrew Phelps – Traungeschichten
04.07. – 04.10.2015, Kuratoren: Günter Mayer, Johannes Holzmann
19.   Wiedergeburt Der Unsterblichkeit - Zeitgenössische Kunst aus China
06.06. – 01.11.2015, Kuratorin: Alexandra Grimmer, Liang Kegang
20.   FRANZISKA MADERTHANER - MALEREI 1591-2015
12.09. – 29.11. 2015, Kurator: Johannes Holzmann
21.   ERRÓ - Zwischen Comics und Picasso
12.09. – 29.11.2015, In Kooperation mit der Galerie Ernst Hilger, Wien
22.   Irene Andessner - Salonportraits 1900–2015
17.10. 2015 - 10.01.2016, Kurator:innen: Alexandra Grimmer, Johannes Holzmann
23.   Bernd Zimmer - Alles fließt
14.11.2015 – 28.03.2016, Kurator: Johannes Holzmann
24.   Adam Bota - Scheinwelten
23.01. – 10.04.2016, Kurator:innen: Alexandra Grimmer, Johannes Holzmann
25.   Erich Steininger - Körperfelder
12.12.2015 – 08.05.2016, Kuratoren: Johannes Holzmann, Florian Steininger
26.   Josef Schwaiger - Joining the Dots
12.12.2015 – 08.05.2016, Kurator: Johannes Holzmann
27.   Marga Persson - Der Zeit entlang
12.12.2015  – 08.05.2016, Kurator: Johannes Holzmann
28.   ART DIAGONALE – TRAUNKUNST
17.07. – 07.08. 2016, Kuratorin: Alexandra Grimmer
29.   SEEING IS BELIEVING: Julia Haller - Kathi Hofer - Marko Lulić - Christian Mayer - Hans Schabus - Nicole Six und Paul Petritsch - 10 Jahre Kardinal König Kunstpreis
21.05. – 18.09. 2016, Kuratorin: Margit Zuckriegl
30.   Wolfgang Stifter - Magische Balance
21.05. – 18.09. 2016, Kurator: Johannes Holzmann
31.   Feng Lianghong - Spontanität und Wiederholung
04.09. – 06.11.2016, Kuratorin: Alexandra Grimmer
32.  Ursula Buchart - „Stop and Go“
19.11.2016 – 29.01.2017, Kurator:innen: Alexandra Grimmer, Johannes Holzmann
33.  Lichtjahre - Rupprecht Geiger – Hellmut Bruch – Inge Dick – Gerhard Frömel
01.10.2016 - 26.02.2017, Kurator:innen: Linde Hollinger, Johannes Holzmann
34.  Roman Scheidl – Fliegende Blätter
12.02. – 07.05.2017, Kurator: Johannes Holzmann
35.  Billi Thanner – Die Venus ist gekommen
21.05. – 30.07.2017, Kuratorin: Gabriele Baumgartner
36.  Franz Grabmayr - Feuerbilder – Tanzblätter – Materialbilder Zum 90. Geburtstag
11.03. – 24.09.2017, Kurator:innen: Caro Wiesauer, Robert Fleck
37.  Jetzt Druck Machen aus dem Atelier für Radierung Leipzig - Vlado und Maria Ondrej
11.03. – 24.09.2017, Kurator:innen: Vlado und Maria Ondrej, Johannes Holzmann
38.  HERIBERT MADER - Städtebilder Venedig, New York und London. Ölbilder und Aquarelle
10.09. – 05.11.2017, Kurator: Horst Szaal#
39.  GABRIELE KUTSCHERA - Eisenzeit
08.10.2017 - 07.01.2018, Kurator: Johannes Holzmann
40.  PETER BISCHOF - Die Geschichte im Ich
08.10.2017 - 07.01.2018, Kurator: Johannes Holzmann
41.  KUNST_KOORDINATEN. SAMMLUNGSAUSSTELLUNG 3
08.10.2017 – 16.09.2018, Kuratorin: Margit Zuckriegl
42.  TOM PLATZER – MENSCHEN AUF DER FLUCHT
19.11.2017 – 28.01.2018, Kuratorin: Imma Baumgartner
43.  Bianca Kiso – Burning Art
11.02. – 21.05.2018, Kuratorin: Marlene Elvira Steinz
44.  Johannes Deutsch – Der Raub der Proserpina
21.01. – 21.05.2018, Kurator: Johannes Holzmann
45.  Peter Baldinger – Facing the Renaissance
21.01. – 21.05.2018, Kurator: Stephan Koja
46.  Collector's World - Ein Blick In Die Sammlung Hilger. Von Beuys Bis Warhol
03.06. - 09.09.2018, Kuratorin: Katarzyna Uszynska
47.  Elisabeth Schreiberhuber – Capriccio
27.05. – 22.07.2018, Kuratorin: Marlene Elvira Steinz
48.  ART DIAGONALE III
25.07. – 04.08.2018, Kurator:innen: Christine Bauer, Herbert Egger
49.  Ina Von Jan – Farbe wird Licht
02.12.2018 – 27.01.2019, Kuratorin: Marlene Elvira Steinz
50.  Zweimal 6 – Zum Jubiläum
30.09.2018 – 10.02.2019, Kurator: Lucas Cuturi
51.  Henning von Gierke – Reflexionen
30.09.2018 – 10.03.2019, Kurator: Jörg Heitsch
52.  Wolfgang Dieter Bauer – Die Vermessung des Luxus
03.02.2019 – 21.04.2019, Kuratorin: Marlene Elvira Steinz
53.  Alex Kiessling - Neon
28.04. – 14.07.2019, Kuratorin: Marlene Elvira Steinz
54.  Johann Jascha & Othmar Zechyr: Zeichner - Weggefährten
Eine Retrospektive 1966 - 1996 - 2019
24.03. - 22.09.2019, Kurator: Gernot Heiss
55.  Lena Göbel & Maria Moser – 2 Captains – 1 Mission
24.02.– 22.09.2019, Kurator: Günther Oberhollenzer
56.  Keeping Up With – Franz Scharinger – 10 Jahre Art Brut im Institut Hartheim
21.07.-22.09.2019, Kuratorin: Marlene Elvira Steinz
57.  René Schoemakers – Oberflächenspannung
06.10.2019 - 26. 01. 2020, Kuratorin: Marlene Elvira Steinz
58.  Hannes Mlenek – Der Erreger
06.10.2019 - 26. 01. 2020
59.  Evelyn Kreinecker – Exploration 5.5
10.11.2019 – 16.02.2020
60.  Brigitte Mikl Bruckner - Lyrische Momente
08.03.2020-16.08.2020, Kuratorin: Gabriele Baumgartner
61.  Jutta Pointner - 40 Jahre Webkunst
09.02. bis 30. 08. 2020, Kuratorin: Marlene Elvira Steinz
62.  Anna Maria Brandstätter - Jahreszeiten
09. 02. - 30. 08. 2020
63.  Therese Eisenmann – Stille Räume
09. 02. - 30. 08. 2020
64.  Hannah Winkelbauer -Lost & Found
30. 08. - 20. 12. 2020, Kurator: Günther Oberhollenzer
65.  MARTIN PRASKA -Short Stories
13. 09. 2020 - 18. 04. 2021
66.  MARIO DALPRA -Be inspired
13. 09. 2020 - 18. 04. 2021
67.  Monika Kus-Picco -Medikamentenbilder. 2018 - 2020
13. 09. 2020 - 25. 04. 2021, Kurator: Robert Fleck
68.  Billi Thanner -Art Virus
13.02.2021 – 06.06.2021, Kuratorin: Tanja Prusnik
69.  Together or Never - Kunst aus Nürnberg: Jonas Gstattenbauer, Monja Milzner,
Lukas Pürmayr, Nicole Tschernenko
09. 05. - 29. 08. 2021, Kuratorin: Alexandra Grimmer
70.  Christian Bazant - Hegemark -Trauma
09. 05. - 29. 08. 2021, Kurator: Günther Oberhollenzer
71.   Antonia Riederer -frei sein
09. 05. - 29. 08. 2021
72.  Sevda Chkoutova -Natur. Weiblich
13. 06. – 26. 09. 2021
73.  Lilly Hagg -Die Macht der Gefühle
03. 10. 2021 – 06. 02. 2022
74.  Horst Stasny -Fotografie. Ein Leben.
12. 09. 2021 – 13. 03. 2022, Kurator: Klaus Tiedge
75.  Ina Loitzl -Vom Fliegen und Schneiden
12. 09. 2021 – 20. 03. 2022
76.  Helmut Swoboda -Wie ein Spaziergang
12. 09. 2021 – 24. 04. 2022
77.  Andrea Marbach -Vor-Bilder
13. 02. – 22. 05. 2022
78.  Michael Vonbank – Dämonentheater
03.04. - 25.09.2022, Kurator: Vitus Weh
79.  Mit Eigensinn* Schmuck aus Österreich
03.04. - 25.09.2022, Kuratorinnen: Susanne Hammer, Ursula Gutmann
80.  Saša Makarová – Traum und Wirklichkeit
08.05. - 25.09.2022, Kurator:innen: Gerlinde und Wolfgang Szaal
81.   Evelyn Grill – Weltbilder
29.05. – 27.11.2022
82.  Kunst. Leben. Leidenschaft – 10 Jahre Museum Angerlehner. Die Sammlungsschau
16.10.2022 – 15.10.2023, Kurator: Günther Oberhollenzer
83.  Ursula Hübner – The Beauty of Life
11.12.2022 – 09.04.2023
84.  Martina Reinhart – Der Mensch im Dialog
16.04. – 02.07.2023
85.  Manfred Brandstätter - Denkwelten
10.09.2023 – 04.02.2024
86.  Meine Häuser in den Wolken – Die Fantastische Welt des Andrzej Pietrzyk
05.11.2023  – 07.04.2024, Kurator: Vitus Weh
87.  Inspiration Körper – Picasso bis Wesselmann
05.11.2023 – 07.04.2024, Kuratorin: Elisabeth Stumpfoll
88.  Elfie Semotan - SIOLENCE – Gewalt als zeitlose Unkunst
11.02.2024 – 31.03.2024
89.  Marie Ruprecht – Der Raum dazwischen
07.04.2024 – 02.06.2024
90.  Bianca Regl – Unexpected truns
28.04. – 29.09.2024, Kurator: Antonio Rosa de Pauli
91.  Henk Stolk – Verschlungene Beziehungen
28.04  – 29.09.2024, Kuratorin: Maria Reitter-Kollmann
92.  TOMAK – Game OVER / Press START
26.05  – 13.10.2024, Kurator: Antonio Rosa de Pauli